# Ophisternon
Genre
Ophisternon est un genre de poissons d'eau douce de la famille des Synbranchidae (ordre des Synbranchiformes).

## Répartition
Le genre Ophisternon est représenté par des espèces vivant en Afrique, en Amérique centrale, en Asie et en Océanie.

## Liste des espèces
Selon World Register of Marine Species (23 septembre 2023) :
- Ophisternon aenigmaticum Rosen - Amérique centrale
- Ophisternon afrum (Boulenger, 1909) - Afrique
- Ophisternon bengalense McClelland, 1844 - Asie et Océanie
- Ophisternon candidum (Mees, 1962) - Océanie
- Ophisternon gutturale (Richardson, 1845) - Océanie
- Ophisternon infernale (Hubbs, 1938) - Amérique centrale

## Systématique
Le nom valide complet (avec auteur) de ce taxon est Ophisternon McClelland, 1844,.
Ophisternon a pour synonymes :
- Anommatophasma Mees, 1962
- Furmastix Whitley, 1951
- Pluto Hubbs, 1938
- Tetrabranchus Bleeker, 1851

## Étymologie
Le nom générique, Ophisternon, dérive du grec ancien ὄφις, óphis, « serpent », et στέρνον, stérnon, « poitrine », en référence au fait que « le tronc ressemble à celui d'un serpent ».

## Publication originale
- (en) J. McClelland, « Apodal fishes of Bengal », Calcutta Journal of Natural History and Miscellany of the Arts and Sciences in India, Calcutta, W. Ridscale, Bishop's College Press, vol. 5, no 18,‎ juillet 1844, p. 151-226 (ISSN 0970-9614, OCLC 7423165, lire en ligne).